# Castell de Mejanell
El castell de Mejanell conegut també com a Torre de Mejanell doncs del primitiu castell tan sols ens ha restat part de l'estructura de la torre de defensa, actualment adossada a un habitatge. Pertany al municipi d'Estaràs per pocs metres, ja que el nucli habitat més proper és Sant Ramon, situat a l'oest. S'aixeca a l'extrem d'un petit turó delimitat per dos modestos barrancs i prop de l'església romànica de Sant Pere de Mejanell.

## Història
El primer esment segur del castell de Mejanell, anomenat en aquell moment Meià, és de l'any 1098 en què Guillem Guitard, la seva esposa Guilla, vídua d'Eribau de Llobera, i el seu fill Carbonell, feren donació de l'església de Sant Cugat de Portell a la canònica de Solsona. Entre les afrontacions del terme parroquial s'esmenta el castell de Meià, que es correspon a aquest indret, sense cap mena de dubte. L'any 1280 ja es consigna el nom de castell de «Meianel». Anteriorment, hi ha dificultats en documentar el lloc per la confusió que es produeix entre Castellmeià i Mejanell, que és un diminutiu de Meià. Es considera probable que el «Mediano» esmentat l'any 1079 com a feu de Ramon Miró sigui aquesta fortalesa.
El terme de Mejanell va estar vinculat als senyors de la Manresana. L'any 1710 Joan de Copons, senyorejava la Manresana, Mont-ros i Mejanell.

## Arquitectura

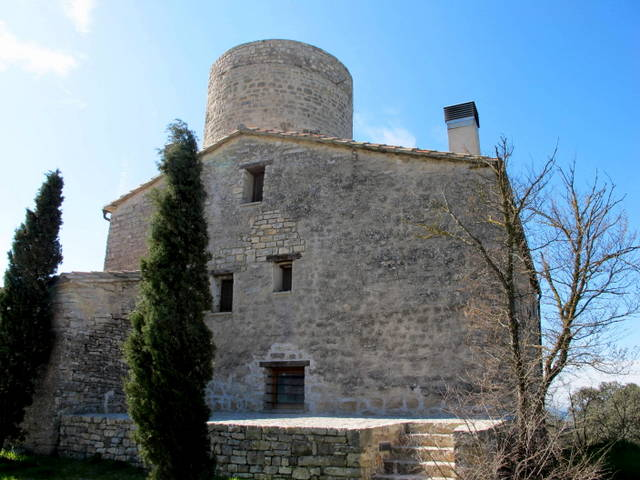
Part superior de la torre de Mejanell darrere el mas del mateix nom

La torre, únic element del castell de Mejanell que ha perviscut, és de planta circular. Se'n conserven encara dos dels tres pisos que en origen formaven part de la seva estructura i una alçada de més de 7 m. Está assentada directament en el roca calcària. Al sud, al pis principal, s'obre la porta d'entrada a uns 4 m del sòl. Presenta un arc adovellat de mig punt. Les dovelles, ben treballades, tenen una longitud de 20 cm i la resta de carreus de la torre són rectangulars, units amb morter de calç que fan que el conjunt sigui força homogeni. Els carreus inferiors de la porta s'han perdut doncs es troba a nivell de la teulada de la casa adossada. El pas cap a l'interior de la torre és cobert amb volta de canó feta de llosetes allargassades, unides amb molta argamassa. No és possible accedir a l'interior per l'enderroc de pedres procedents del pis superior, actualment desaparegut.
Es pot accedir a l'interior de la cambra inferior de la torre, a partir d'una porta oberta modernament a peu pla, doncs aquest espai fou encalcinat i habilitat com a celler de la casa i es pavimentà amb la mateixa rajola de la resta de la masia. En el seu interior es pot veure la falsa cúpula que cobria aquesta cambra, així com el forat circular d'accés, tapat amb fustes i pedres.

## Església de Sant Pere de Mejanell

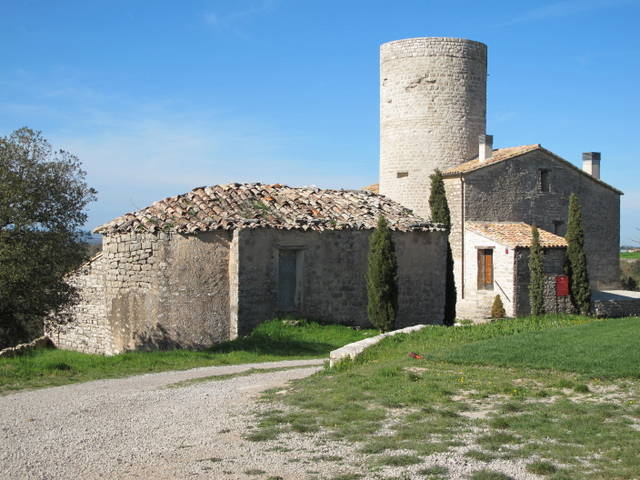
Església de Sant Pere de Mejanell davant de la torre i el mas

És al costat de la torre del castell de Mejanell i del mas del mateix nom. Es tracta d'un edifici del segle xii format per una nau coberta amb volta de canó. La nau acaba a llevant amb un absis de planta semicircular cobert amb volta de quart d'esfera i s'obre a la nau mitjançant un arc triomfal d'amplada inferior a la de l'absis. A la façana meridional s'obre la porta original d'arc de mig punt. A la façana oest hi ha una finestra amb llinda d'una sola esqueixada descentrada respecte al carener de la coberta. A la façana nord s'obre una porta prop de l'absis, de datació tardana. L'aparell constructiu és de carreus i carreuons irregulars, no gaire ben escairats i disposats en files desordenades.